# Shunsuke Mito
Shunsuke Mito (三戸 舜介?, Mito Shunsuke; Ube, 28 settembre 2002) è un calciatore giapponese, centrocampista dello Sparta Rotterdam e della nazionale giapponese.

## Carriera

### Club
Nato ad Ube, nella Prefettura di Yamaguchi, Mito ha iniziato a giocare a calcio nell'Accademia gestita dalla federazione giapponese a Fukushima, da cui poi è passato all'Albirex Niigata nel 2020.
Ha debuttato in prima squadra il 27 febbraio 2021, nell'incontro di J2 League vinto per 4-1 contro il Giravanz Kitakyushu; il 27 marzo seguente, invece, ha segnato il suo primo gol nella vittoria per 7-0 sul Tokyo Verdy.
Al termine della stagione 2023, dopo aver segnato quattro gol e due assist in 31 partite di J1 League, è stato votato come miglior giovane calciatore dell'anno.
Il 21 dicembre dello stesso anno, è stata annunciata la cessione a titolo definitivo di Mito allo Sparta Rotterdam, in Eredivisie, a partire dal 2 gennaio 2024; il giocatore ha firmato un contratto valido per quattro anni e mezzo con il club olandese. Il 13 gennaio 2024, ha debuttato e segnato il suo primo gol in maglia biancorossa, contribuendo così alla vittoria per 2-0 in campionato in casa del Fortuna Sittard.

### Nazionale
Nel 2019, Mito ha partecipato con la nazionale under-17 giapponese ai Mondiali di categoria, tenutisi in Brasile.
Nel 2024 è stato convocato dalla nazionale olimpica giapponese per partecipare ai Giochi della XXXIII Olimpiade.
Viene convocato per la prima volta in nazionale maggiore da Hajime Moriyasu nel maggio 2025, in vista delle gare di qualificazione al campionato del mondo 2026 contro Australia e Indonesia, esordendo nel successo per 6-0 contro quest'ultima.

## Statistiche

### Presenze e reti nei club
Statistiche aggiornate al 23 maggio 2024.
| Stagione                | Squadra                 | Campionato              | Campionato | Campionato | Coppe nazionali | Coppe nazionali | Coppe nazionali | Coppe continentali | Coppe continentali | Coppe continentali | Altre coppe | Altre coppe | Altre coppe | Totale | Totale | Totale |
| Stagione                | Squadra                 | Comp                    | Pres       | Reti       | Comp            | Pres            | Reti            | Comp               | Pres               | Reti               | Comp        | Pres        | Reti        | Pres   | Reti   |        |
| ----------------------- | ----------------------- | ----------------------- | ---------- | ---------- | --------------- | --------------- | --------------- | ------------------ | ------------------ | ------------------ | ----------- | ----------- | ----------- | ------ | ------ | ------ |
| 2021                    | Albirex Niigata         | J2                      | 25         | 2          | CG              | 2               | 1               | -                  | -                  | -                  | -           | -           | -           | 27     | 3      |        |
| 2022                    | Albirex Niigata         | J2                      | 24         | 6          | CG              | 0               | 0               | -                  | -                  | -                  | -           | -           | -           | 24     | 6      |        |
| 2023                    | Albirex Niigata         | J1                      | 31         | 4          | CG+CdL          | 3+1             | 0               | -                  | -                  | -                  | -           | -           | -           | 35     | 4      |        |
| Totale Albirex Niigata  | Totale Albirex Niigata  | Totale Albirex Niigata  | 80         | 12         |                 | 6               | 1               |                    | -                  | -                  |             | -           | -           | 86     | 13     |        |
| gen.-giu. 2024          | Sparta Rotterdam        | ED                      | 18+1       | 2+0        | -               | -               | -               | -                  | -                  | -                  | -           | -           | -           | 19     | 2      |        |
| 2024-2025               | Sparta Rotterdam        | ED                      | 0          | 0          | CO              | 0               | 0               | -                  | -                  | -                  | -           | -           | -           | 0      | 0      |        |
| Totale Sparta Rotterdam | Totale Sparta Rotterdam | Totale Sparta Rotterdam | 19         | 2          |                 | 0               | 0               |                    | -                  | -                  |             | -           | -           | 19     | 2      |        |
| Totale carriera         | Totale carriera         | Totale carriera         | 99         | 14         |                 | 6               | 1               |                    | -                  | -                  |             | -           | -           | 105    | 15     |        |

### Cronologia presenze e reti in nazionale
| Cronologia completa delle presenze e delle reti in nazionale ― Giappone | Cronologia completa delle presenze e delle reti in nazionale ― Giappone | Cronologia completa delle presenze e delle reti in nazionale ― Giappone | Cronologia completa delle presenze e delle reti in nazionale ― Giappone | Cronologia completa delle presenze e delle reti in nazionale ― Giappone | Cronologia completa delle presenze e delle reti in nazionale ― Giappone | Cronologia completa delle presenze e delle reti in nazionale ― Giappone | Cronologia completa delle presenze e delle reti in nazionale ― Giappone |
| Data                                                                    | Città                                                                   | In casa                                                                 | Risultato                                                               | Ospiti                                                                  | Competizione                                                            | Reti                                                                    | Note                                                                    |
| ----------------------------------------------------------------------- | ----------------------------------------------------------------------- | ----------------------------------------------------------------------- | ----------------------------------------------------------------------- | ----------------------------------------------------------------------- | ----------------------------------------------------------------------- | ----------------------------------------------------------------------- | ----------------------------------------------------------------------- |
| 10-6-2025                                                               | Suita                                                                   | Giappone                                                                | 6 – 0                                                                   | Indonesia                                                               | Qual. Mondiali 2026                                                     | -                                                                       | 61’                                                                     |
| Totale                                                                  |                                                                         | Presenze                                                                | 1                                                                       |                                                                         | Reti                                                                    | 0                                                                       |                                                                         |

| Cronologia completa delle presenze e delle reti in nazionale ― Giappone olimpica | Cronologia completa delle presenze e delle reti in nazionale ― Giappone olimpica | Cronologia completa delle presenze e delle reti in nazionale ― Giappone olimpica | Cronologia completa delle presenze e delle reti in nazionale ― Giappone olimpica | Cronologia completa delle presenze e delle reti in nazionale ― Giappone olimpica | Cronologia completa delle presenze e delle reti in nazionale ― Giappone olimpica | Cronologia completa delle presenze e delle reti in nazionale ― Giappone olimpica | Cronologia completa delle presenze e delle reti in nazionale ― Giappone olimpica |
| Data                                                                             | Città                                                                            | In casa                                                                          | Risultato                                                                        | Ospiti                                                                           | Competizione                                                                     | Reti                                                                             | Note                                                                             |
| -------------------------------------------------------------------------------- | -------------------------------------------------------------------------------- | -------------------------------------------------------------------------------- | -------------------------------------------------------------------------------- | -------------------------------------------------------------------------------- | -------------------------------------------------------------------------------- | -------------------------------------------------------------------------------- | -------------------------------------------------------------------------------- |
| 24-7-2024                                                                        | Bordeaux                                                                         | Giappone olimpica                                                                | 5 – 0                                                                            | Paraguay olimpica                                                                | Olimpiadi 2024 - 1º turno                                                        | 2                                                                                | 73’                                                                              |
| 27-7-2024                                                                        | Bordeaux                                                                         | Giappone olimpica                                                                | 1 – 0                                                                            | Mali olimpica                                                                    | Olimpiadi 2024 - 1º turno                                                        | -                                                                                | 57’                                                                              |
| 30-7-2024                                                                        | Nantes                                                                           | Israele olimpica                                                                 | 0 – 1                                                                            | Giappone olimpica                                                                | Olimpiadi 2024 - 1º turno                                                        | -                                                                                | 61’                                                                              |
| 2-8-2024                                                                         | Lione                                                                            | Giappone olimpica                                                                | 0 – 3                                                                            | Spagna olimpica                                                                  | Olimpiadi 2024 - Quarti di finale                                                | -                                                                                | 74’                                                                              |
| Totale                                                                           |                                                                                  | Presenze                                                                         | 4                                                                                |                                                                                  | Reti                                                                             | 2                                                                                |                                                                                  |

| Cronologia completa delle presenze e delle reti in nazionale ― Giappone under 23 | Cronologia completa delle presenze e delle reti in nazionale ― Giappone under 23 | Cronologia completa delle presenze e delle reti in nazionale ― Giappone under 23 | Cronologia completa delle presenze e delle reti in nazionale ― Giappone under 23 | Cronologia completa delle presenze e delle reti in nazionale ― Giappone under 23 | Cronologia completa delle presenze e delle reti in nazionale ― Giappone under 23 | Cronologia completa delle presenze e delle reti in nazionale ― Giappone under 23 | Cronologia completa delle presenze e delle reti in nazionale ― Giappone under 23 |
| Data                                                                             | Città                                                                            | In casa                                                                          | Risultato                                                                        | Ospiti                                                                           | Competizione                                                                     | Reti                                                                             | Note                                                                             |
| -------------------------------------------------------------------------------- | -------------------------------------------------------------------------------- | -------------------------------------------------------------------------------- | -------------------------------------------------------------------------------- | -------------------------------------------------------------------------------- | -------------------------------------------------------------------------------- | -------------------------------------------------------------------------------- | -------------------------------------------------------------------------------- |
| 3-6-2022                                                                         | Tashkent                                                                         | Emirati Arabi Uniti under 23                                                     | 1 – 2                                                                            | Giappone under 23                                                                | Coppa d'Asia AFC Under-23 2022                                                   | -                                                                                | 46’                                                                              |
| 6-6-2022                                                                         | Tashkent                                                                         | Giappone under 23                                                                | 0 – 0                                                                            | Arabia Saudita under 23                                                          | Coppa d'Asia AFC Under-23 2022                                                   | -                                                                                | 61’                                                                              |
| 9-6-2022                                                                         | Tashkent                                                                         | Giappone under 23                                                                | 3 – 0                                                                            | Tagikistan under 23                                                              | Coppa d'Asia AFC Under-23 2022                                                   | -                                                                                | 65’                                                                              |
| 18-6-2022                                                                        | Tashkent                                                                         | Giappone under 23                                                                | 3 – 0                                                                            | Australia under 23                                                               | Coppa d'Asia AFC Under-23 2022                                                   | -                                                                                |                                                                                  |
| 18-11-2022                                                                       | Siviglia                                                                         | Spagna under 23                                                                  | 2 – 0                                                                            | Giappone under 23                                                                | Amichevole                                                                       | -                                                                                | 46’                                                                              |
| 22-11-2022                                                                       | Portimão                                                                         | Portogallo under 23                                                              | 1 – 2                                                                            | Giappone under 23                                                                | Amichevole                                                                       | -                                                                                | 59’                                                                              |
| 10-6-2023                                                                        | Newport                                                                          | Inghilterra under 23                                                             | 0 – 2                                                                            | Giappone under 23                                                                | Amichevole                                                                       | -                                                                                | 69’                                                                              |
| 14-6-2023                                                                        | Wiener Neustadt                                                                  | Paesi Bassi under 23                                                             | 0 – 0                                                                            | Giappone under 23                                                                | Amichevole                                                                       | -                                                                                | 73’                                                                              |
| 6-9-2023                                                                         | Al Muharraq                                                                      | Giappone under 23                                                                | 6 – 0                                                                            | Pakistan under 23                                                                | Qualificazioni Coppa d'Asia AFC Under-23 2024                                    | 2                                                                                | 77’                                                                              |
| 9-9-2023                                                                         | Al Muharraq                                                                      | Palestina under 23                                                               | 0 – 1                                                                            | Giappone under 23                                                                | Qualificazioni Coppa d'Asia AFC Under-23 2024                                    | -                                                                                | 74’                                                                              |
| 12-9-2023                                                                        | Al Muharraq                                                                      | Giappone under 23                                                                | 0 – 0                                                                            | Bahrein under 23                                                                 | Qualificazioni Coppa d'Asia AFC Under-23 2024                                    | -                                                                                | 84’                                                                              |
| 14-10-2023                                                                       | Phoenix                                                                          | Messico under 23                                                                 | 1 – 4                                                                            | Giappone under 23                                                                | Amichevole                                                                       | -                                                                                | 60’                                                                              |
| 17-10-2023                                                                       | Phoenix                                                                          | Stati Uniti under 23                                                             | 4 – 1                                                                            | Giappone under 23                                                                | Amichevole                                                                       | -                                                                                |                                                                                  |
| 18-11-2023                                                                       | Shimizu                                                                          | Giappone under 23                                                                | 5 – 2                                                                            | Argentina under 23                                                               | Amichevole                                                                       | -                                                                                | 69’                                                                              |
| 11-6-2024                                                                        | Kansas City                                                                      | Stati Uniti under 23                                                             | 0 – 2                                                                            | Giappone under 23                                                                | Amichevole                                                                       | -                                                                                | 80’                                                                              |
| 17-7-2024                                                                        | Tolone                                                                           | Francia under 23                                                                 | 1 – 1                                                                            | Giappone under 23                                                                | Amichevole                                                                       | -                                                                                | 88’                                                                              |
| Totale                                                                           |                                                                                  | Presenze                                                                         | 16                                                                               |                                                                                  | Reti                                                                             | 2                                                                                |                                                                                  |